# Herøy (Nordland)
Herøy – norweskie miasto i gmina leżąca w regionie Nordland.
Herøy jest 415. norweską gminą pod względem powierzchni.

## Demografia
Według danych z roku 2005 gminę zamieszkuje 1739 osób. Gęstość zaludnienia wynosi 28,07 os./km². Pod względem zaludnienia Herøy zajmuje 353. miejsce wśród norweskich gmin.
| ludność stan na 1 stycznia 2005 |         |           |       |
|                                 | kobiety | mężczyźni | razem |
| osób                            | 882     | 857       | 1739  |
| %                               | 50,72%  | 49,28%    | 100%  |

| wykształcenie stan na 1 października 2004 |        |         |        |        |
|                                           | podst. | średnie | wyższe | niezn. |
| osób                                      | 526    | 720     | 132    | 17     |
| %                                         | 37,71% | 51,61%  | 9,46%  | 1,22%  |

## Edukacja
Według danych z 1 października 2004:
- liczba szkół podstawowych (norw. grunnskolar): 4
- liczba uczniów szkół podst.: 251

## Władze gminy
Według danych na rok 2011 administratorem gminy (norw. rådmann) jest Roy Skogsholm, natomiast burmistrzem (norw. ordfører, d. borgermester) jest Arnt Frode Jensen.